# Uroš Vilovski
Uroš Vilovski (Zenta, 1985. február 25. –) magyar válogatott kézilabdázó.

## Pályafutása

### Klubcsapatban
A jó adottságokkal rendelkező, 1,93 méter magas és 103 kilogrammos, zentai születésű Vilovskira a 2005-ös magyarországi junior világbajnokságon figyelt fel az MKB Veszprém vezetősége. 2006-ban szerződött a bakonyi együtteshez. Eleinte kölcsönben Debrecenben és Balatonfüreden szerepelt, Marian Cozma tragikus halálát követően vált stabil csapattaggá a Veszprémben, amellyel hatszor nyert magyar bajnokságot, négyszer pedig kupát.
2012 októberében kölcsönadták a francia Montpellier Handball, a 2013-2014-es szezonra pedig a Balatonfüredi KSE csapatának. 2015-ben igazolt a nagybányai HC Baia Mare-hoz.
A Baia Mare-nál pénzügyi gondok jelentkeztek és a klub 2016 tavaszán csődbe ment. Vilovski egy rövid katari kitérőt követően a német Bundesligában szereplő Bergischer HC-hoz igazolt. Egy szezont töltött itt és csapata minden találkozóján pályára lépett a Bundesligában. 2017 nyarán a Székelyudvarhelyi KC játékosa lett. 2018 februárjában a klub anyagi nehézségei miatt felbontotta szerződését. 2018 nyarától a Gyöngyösi KK játékosaként visszatért Magyarországra. 2022 nyarától két éven át Tatabányán, majd ezt követően az NB I-ben újonc Győri ETO UNI FKC-ban kézilabdázott.

### A válogatottban
A szerb-montenegrói válogatottal ezüstérmes lett a 2005-ös világbajnokságon és bekerült a torna All-Star csapatába is. A Szerb válogatottal részt vett a 2010-es Európa-bajnokságon és a 2011-es világbajnokságon. 2014-ben kapta meg a magyar állampolgárságot, a magyar válogatottban 2017-ben játszott először, Ljubomir Vranjes pedig meghívta a 2018-as Európa-bajnokságra készülő keretbe.

## További információ
- Adatlapja az EHF honlapján